# Gunnar Ullenius
Samuel Gunnar Ullenius, född den 7 september 1901 i Mattisudden i Jokkmokks socken, död den 12 september 1979 i Skara, var en svensk landsantikvarie och museiman.

## Biografi
Han var son till seminarieläraren J. G. Ullenius och Hildur Holmberg. Efter att ha tagit filosofie kandidatexamen vid Stockholms högskola 1929, var han 1929-1937 intendent vid Norrbottens museum i Luleå. År 1951 tog han filosofie licentiatexamen vid Lunds universitet. Ullenius var en tid sekreterare i Svenska Museimannaföreningen och redaktör för dess tidskrift Svenska Museer. 
År 1937 blev Ullenius den förste landsantikvarien i Skaraborgs län fram till 1967 och dessutom intendent och chef för Västergötlands museum i Skara. Han skrev flera böcker i historiska ämnen och genomförde dokumentationer i länet. Vid Lidköpings femhundraårsjubileum medverkade han vid utställningarna och han var kommissarie vid Delawareutställningen till 300-årsminnet av Nya Sveriges grundande i Philadelphia 1937-1938. Huvudbyggnaden på Kråks säteri i Mölltorps socken i Vadsbo härad skulle 1943 rivas för att ge plats åt ett pansarskjutfält. Genom Ullenius insatser överläts huvudbyggnaden till fornminnesföreningen och den monterades ned, för att 1953 återuppföras nedanför museets huvudbyggnad i Skara. Den kallas nu vanligen Kråks herrgård.

### Redaktör
- Norrbotten: Norrbottens läns hembygdsförenings tidskrift. Luleå: Norrbottens läns hembygdsförening. 1930-1937. Libris 3754385
- Västergötlands fornminnesförenings tidskrift. Skara. 1937-1967. Libris 8261534
- Västgötska hembygdsforskare: en utställning å Västergötlands museum i Skara 3 juni – 15 sept. 1956 / red. av Gunnar Ullenius. Lidköping. 1956. Libris 2059661